# Vagrantinos
Vagrantinos (cientificamente denominados Vagrantini) são uma tribo de insetos da ordem Lepidoptera, família Nymphalidae e subfamília Heliconiinae, classificada por Pinratana & Eliot no ano de 1996, indo da região afro-tropical até a Oceania e que encontra o seu principal centro de espécies na região indo-malaia. São borboletas cujos gêneros podem ser considerados parafiléticos com relação aos Argynnini, outra tribo da mesma subfamília. Metade de seus dez gêneros apresenta menos de cinco espécies, com o gênero Cirrochroa sendo o único com mais de dez espécies descritas.

## Características principais de borboletas Vagrantini
As borboletas da tribo Vagrantini são um grupo variável. Os adultos, quase todos, possuem tons de cores predominantes em amarelo-amarronzado ou laranja, assim como em Argynnini, mas podem apresentar desde o castanho puro, com manchas claras, até reflexos de púrpura-azulado, ou violeta, no caso do gênero Terinos, em suas asas.

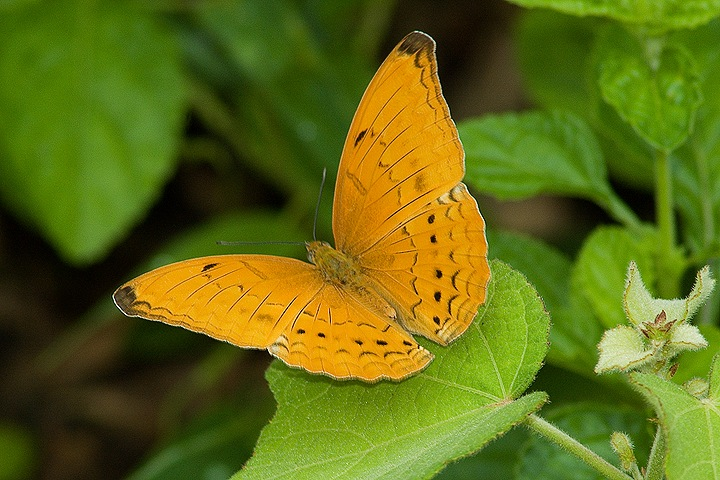
Fotografia da borboleta Cirrochroa aoris, um Vagrantini de Assam, Siquim (Índia), Butão e Myanmar.
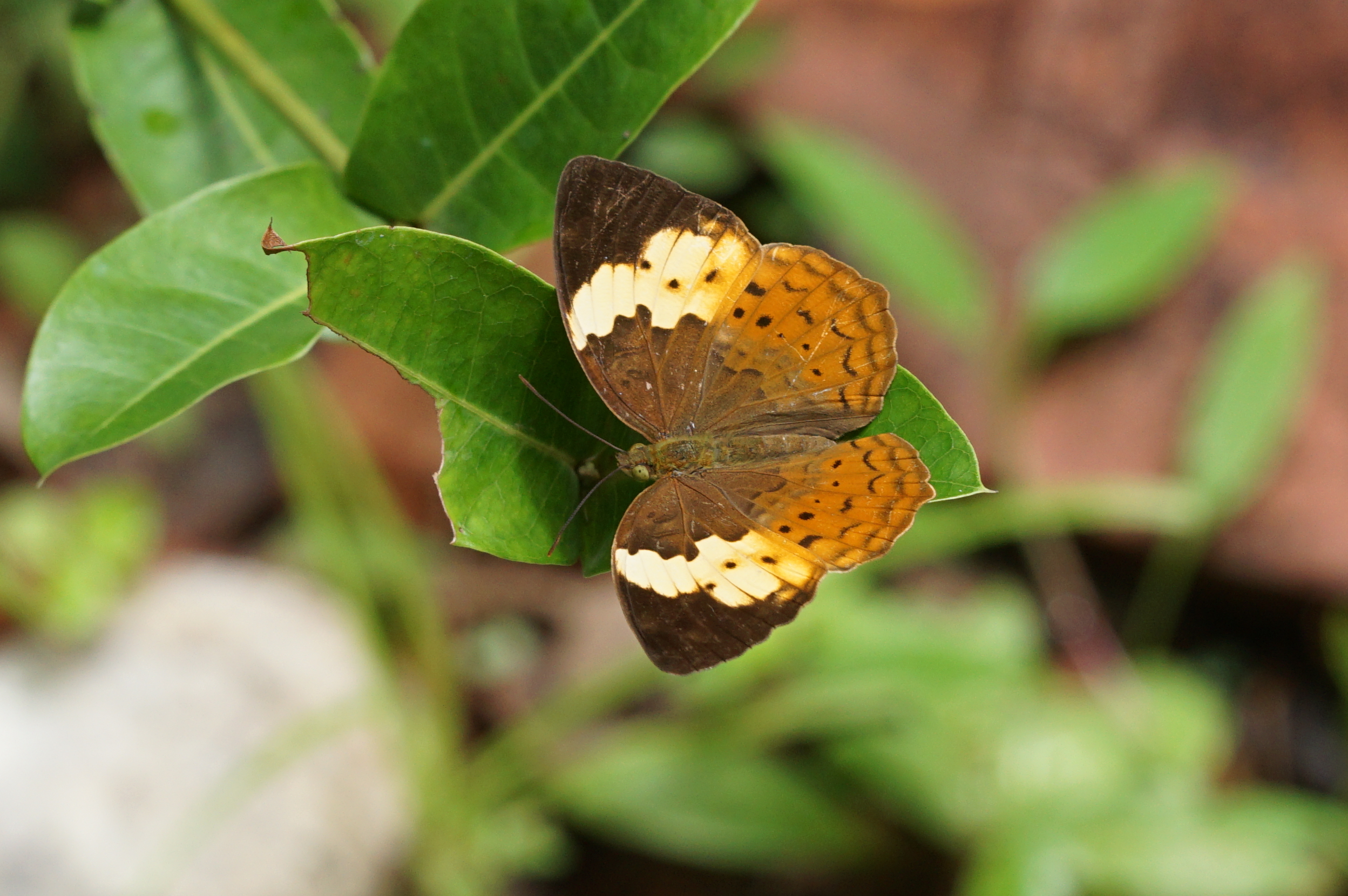
Fotografia da borboleta Cupha erymanthis, um Vagrantini de Sri Lanka, sul da Índia, Myanmar e Java.
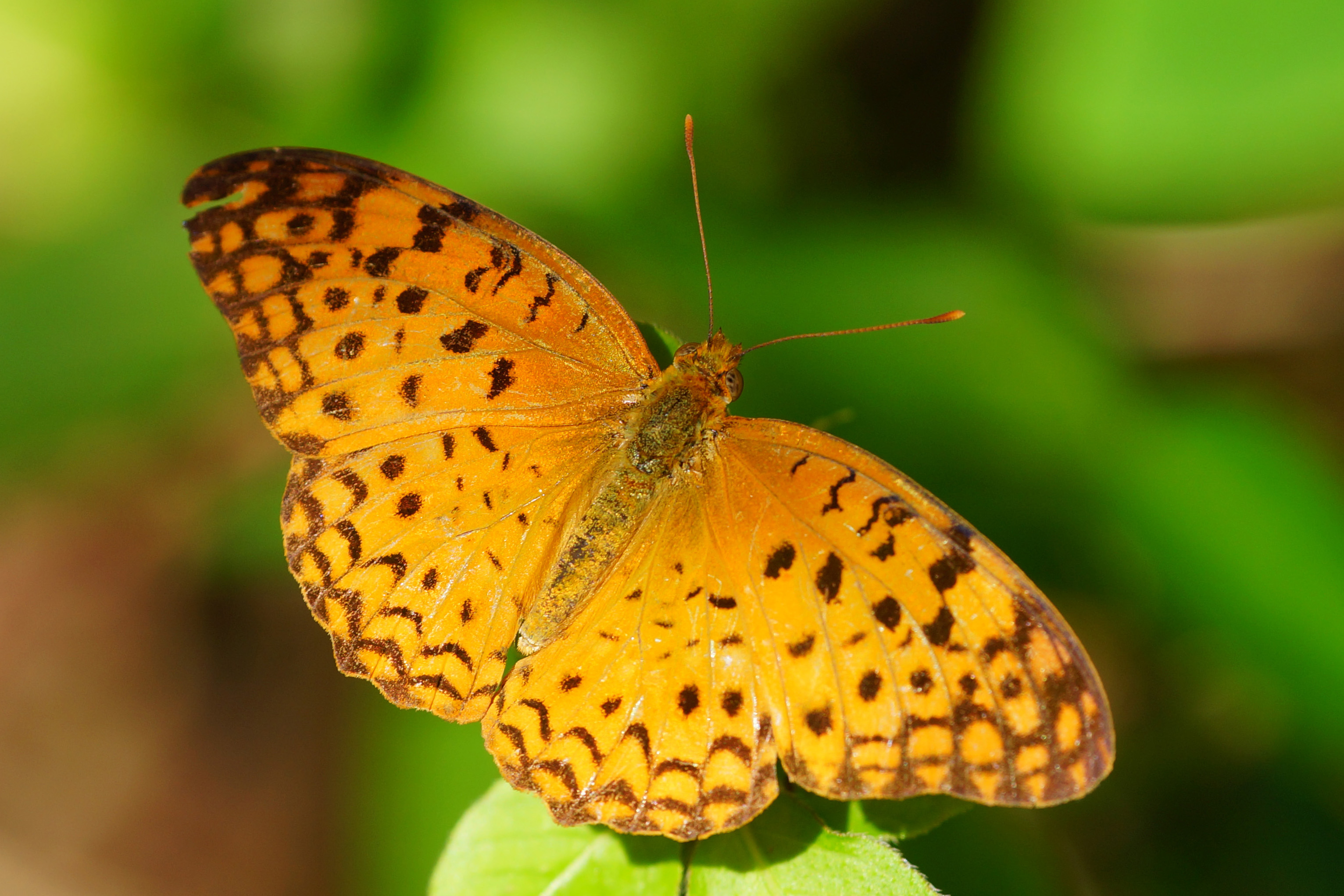
Fotografia da borboleta Phalanta phalantha, um Vagrantini de grande distribuição geográfica, indo da região afro-tropical até a Austrália.
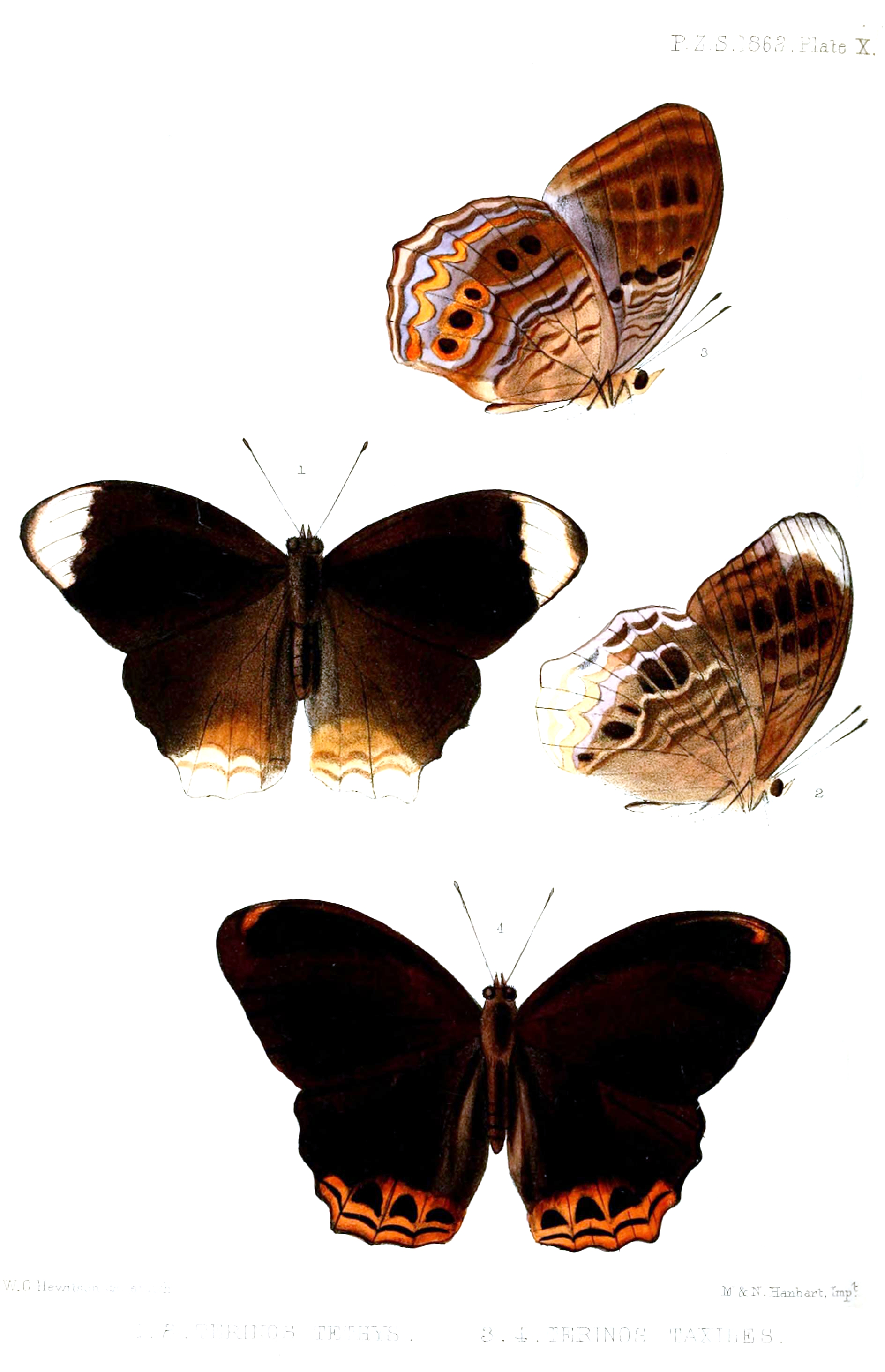
Ilustração publicada em 1863 com a vista superior e inferior de borboletas do gênero Terinos.

## Gêneros de Vagrantini e distribuição geográfica
De acordo com Markku Savela.
- Algia Herrich-Schäffer, 1864 - região indo-malaia e Oceania (até Nova Guiné: Algia felderi).
- Algiachroa Parsons, 1989 (espécie de gênero monotípico: Algiachroa woodfordi) - Oceania (arquipélago das Ilhas Salomão).
- Cirrochroa Doubleday, [1847] - região indo-malaia e Oceania.
- Cupha Billberg, 1820 - região indo-malaia e Oceania (até Austrália: Cupha prosope).[6]
- Lachnoptera Doubleday, [1847] - região afro-tropical.
- Phalanta Horsfield, [1829] - região afro-tropical, região indo-malaia e Oceania (Phalanta alcippe e Phalanta phalantha).
- Smerina Hewitson, 1874 (espécie de gênero monotípico: Smerina manoro) - região afro-tropical (Madagáscar).
- Terinos Boisduval, [1836] - região indo-malaia e Oceania (Nova Guiné).
- Vagrans Hemming, 1934 (espécie de gênero monotípico: Vagrans egista)[7] - região indo-malaia e Oceania (até Austrália).
- Vindula Hemming, 1934 - região indo-malaia e Oceania (até Austrália: Vindula arsinoe).

Durante o século XX os gêneros Lachnoptera, Phalanta e Smerina estiveram provisoriamente inseridos na subfamília Argynninae dos Nymphalidae, com muitos gêneros da atual tribo Argynnini; enquanto outros Vagrantini faziam parte da subfamília Nymphalinae.